# Aurelio González (voetballer)
Aurelio Ramón González Benítez (25 september 1905 in Luque, Paraguay - 9 juli 1997) was een Paraguayaanse voetballer.
González is een van de grootste voetballers van Paraguay, door velen beschouwd als de op één na beste speler achter Arsenio Erico. Hij begon zijn carrière bij Sportivo Luqueño en verhuisde vervolgens naar Club Olimpia Asunción, waar hij de rest van zijn carrière verschillende kampioenschappen won, vooral de drie opeenvolgende nationale kampioenschappen die Olimpia in 1927, 1928 en 1929 behaalde.
In de vroege jaren dertig verwierp hij een miljoenenaanbieding van CA San Lorenzo de Almagro uit Argentinië om te vechten voor zijn land, Paraguay, in de Chaco-oorlog. Hij was ook een belangrijke speler van het Paraguayaanse nationale team dat verschillende doelpunten scoorde in de jaren twintig en dertig van de twintigste eeuw, en nam deel aan het WK 1930.
Als coach leidde hij Club Olimpia Asuncion naar talloze kampioenschappen en naar de eerste Copa Libertadores-finale in 1960. Hij coachte ook het Paraguayaanse nationale team tijdens het WK 1958.